# کومی‌اویاترنس
کومی‌اویاترنس (به انگلیسی: Komiaviatrans) یک شرکت هواپیمایی با کد یاتا KO است که در تاریخ ۱۹۹۸ میلادی تأسیس شده است. دفتر مرکزی کومی‌اویاترنس در سیکتیوکار، جمهوری کومی، روسیه واقع شده‌است و قطب این شرکت هواپیمایی در فرودگاه سیکتیوکار قرار دارد.